# Gebrüder Werner

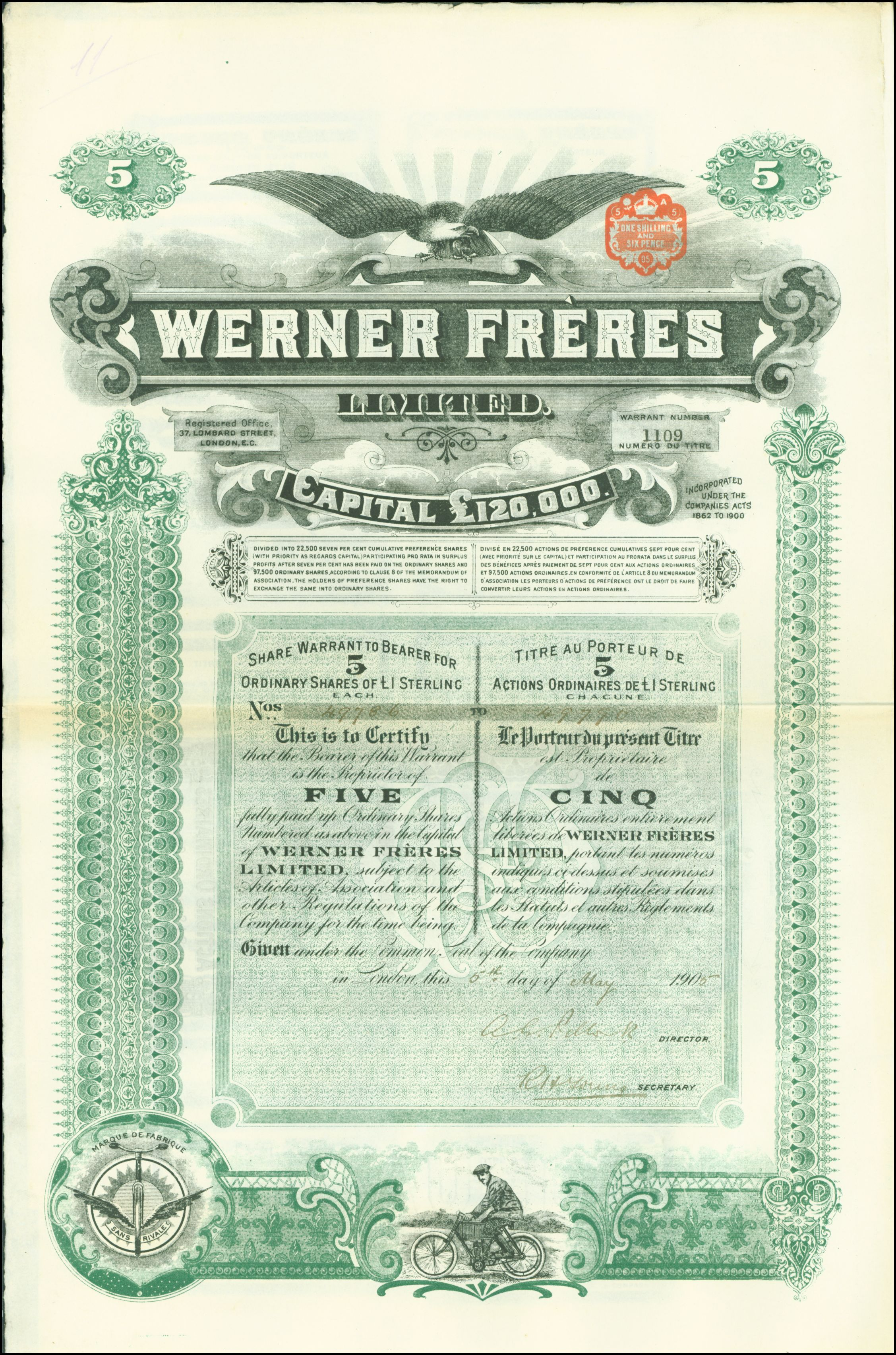
Geschäftsanteil des Unternehmens Werner Frères Ltd. (1905)

Die Gebrüder Michel und Eugène Werner (auch Michael und Eugen), aus Russland stammend, stellten in Paris Motorräder, motorisierte Dreiräder und Automobile her. 

## Geschichte
Zunächst verdienten die „Frères Werner“ als Journalisten und Erfinder in Paris in der Avenue de la Grande Armée Nr. 40 ihren Lebensunterhalt.
Neben diversen Konstruktionen wie einen Phonographen, Kinematographen und einer Schreibmaschine, befassten sie sich ab 1896 mit dem Einbau eines Motors in ein Fahrrad, welches zu den frühen Konstruktionen der Zweiräder mit Frontantrieb zählt.
1897 stellten die Werner Frères ihr erstes Motorrad vor. Viele Werner-Motorräder waren in Motorradrennen erfolgreich und wurden durch das von den Brüdern gegründete Unternehmen Werner Frères Ltd. hergestellt. 
Neben Motorrädern wurden sogenannte Tricycles, motorisierte Dreiräder, und ab 1906 Automobile produziert, die teilweise Einbaumotoren von De Dion-Bouton erhielten.

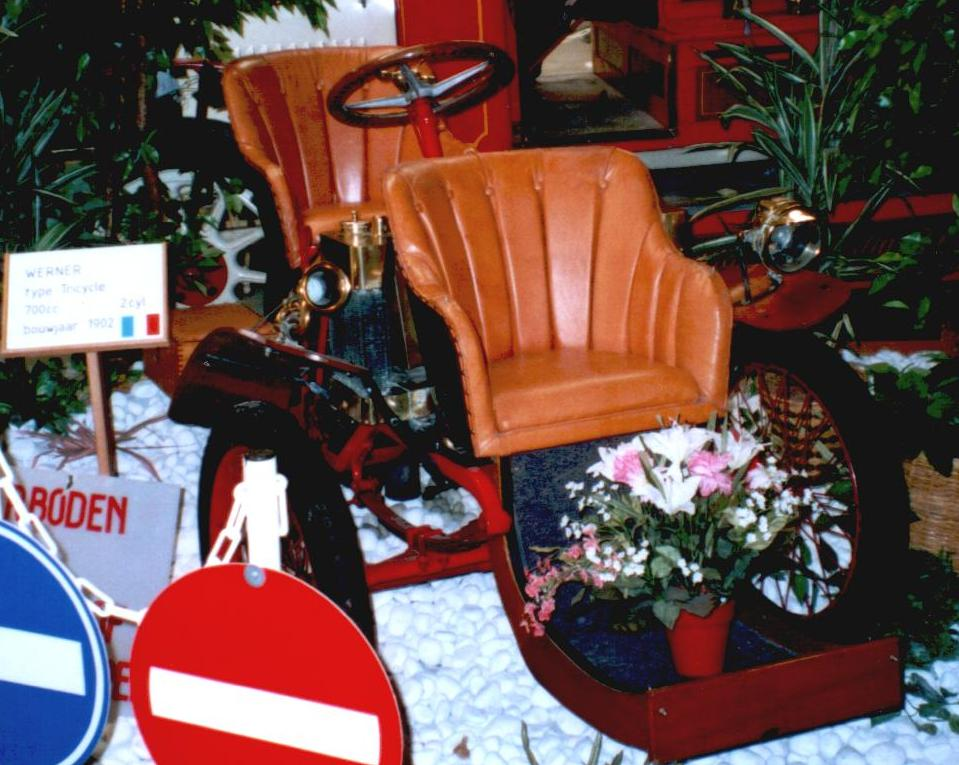
Werner-Tricar (1902)
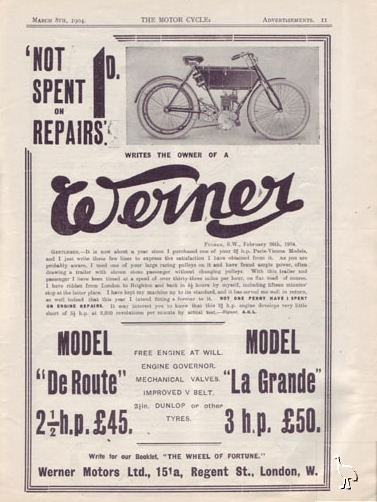
Werner-Werbung (1904)
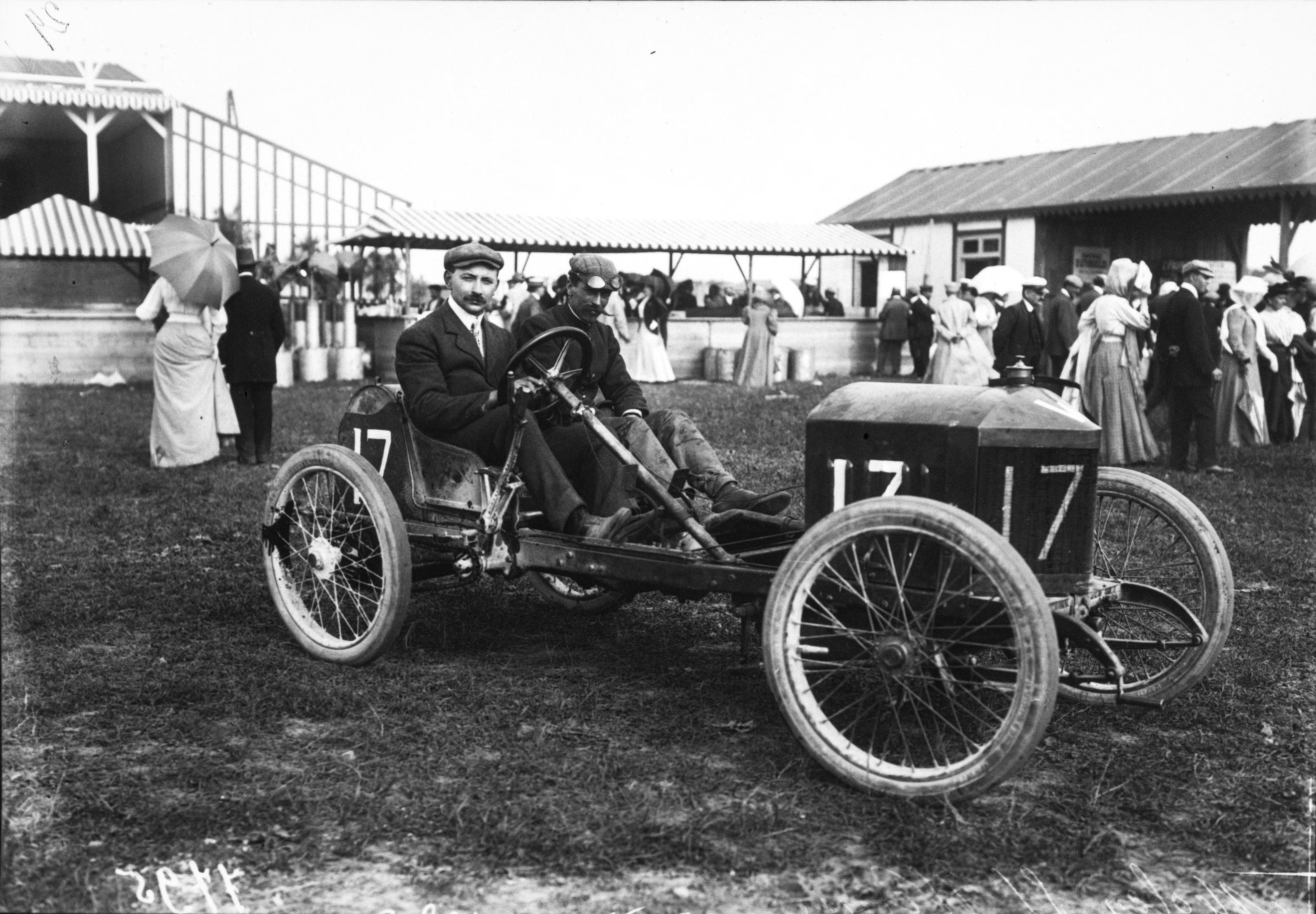
Werner-Rennwagen (1908)
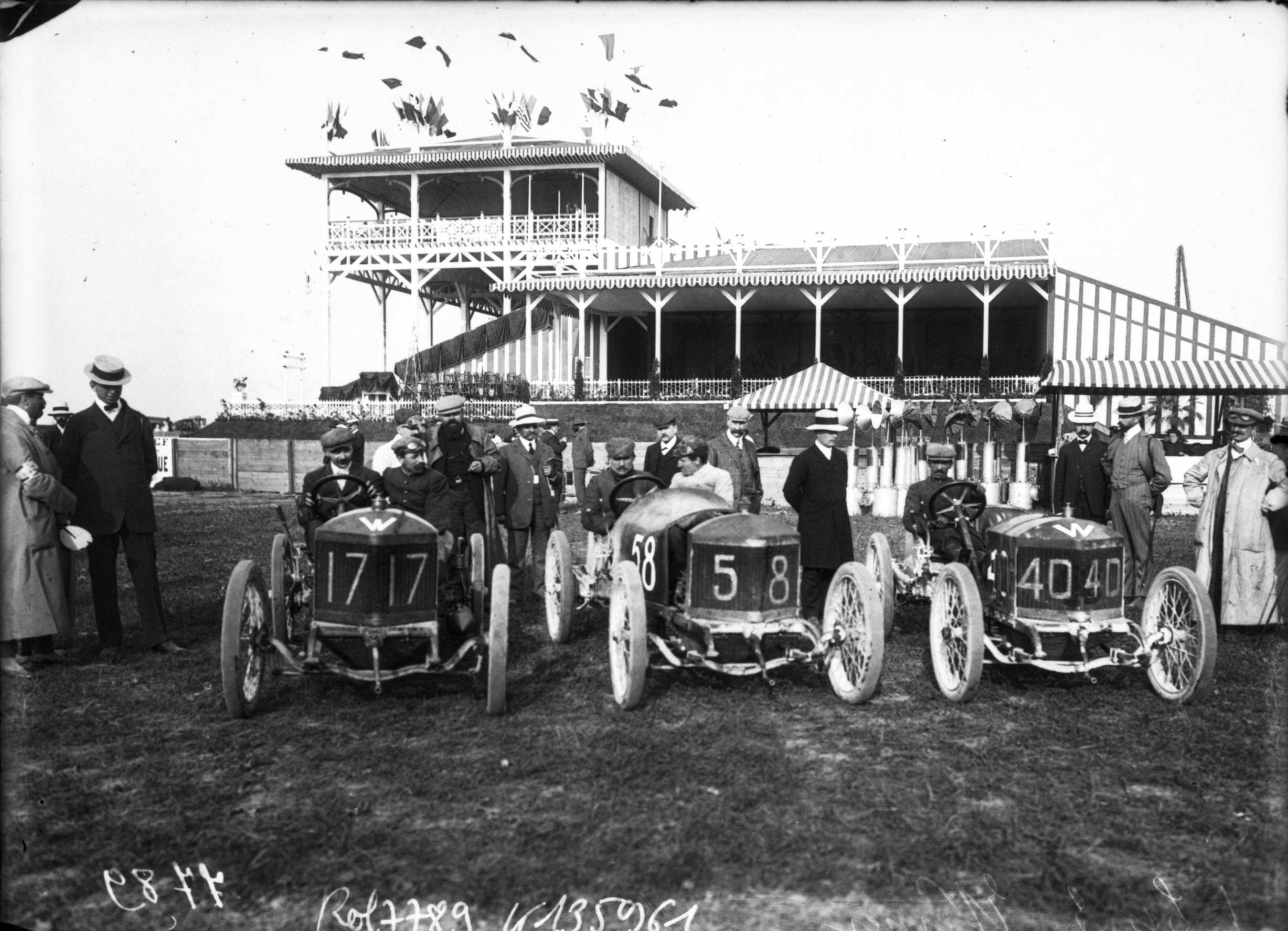
Werner-Rennwagen beim Grand Prix des Voiturettes (1908)

Die Brüder Werner, durch Lizenzvergaben zu Wohlstand gekommen, verließen ihren Betrieb 1908, der noch bis 1914 Automobile herstellte. Ihr Vermögen verloren sie in russischen Staatsanleihen, die sich als Desaster herausstellten. Gesundheitlich angegriffen, starben beide verarmt.

## Motorräder und Motorsport
1897 stellten sie ein Modell vor, dessen Motor über dem Vorderrad montiert war und die Bezeichnung „Motocyclette“ hatte. Lizenzen dieses relativ erfolgreichen Motorrads wurden europaweit vergeben. Die Ähnlichkeiten dieses Modells mit der heute noch gefertigten Vélosolex sind frappierend.
1898 leistete der Einzylindermotor 0,75 PS bei 1.200/min. Die Höchstgeschwindigkeit betrug 30 km/h.
Der Nachteil des hohen Schwerpunktes und die dadurch bedingte ungünstige Straßenlage veranlasste die Brüder, ab 1899 mit einem Motoreinbau in den Rahmen zu experimentieren.
Das 1900 erschienene Einzylindermodell mit 217 cm³ Hubraum und einer Leistung von 0,75 PS hatte den Motor im Rahmen und war richtungsweisend für spätere Motorradhersteller.
1901 nahm Auguste Bucquet mit einer Werner Motocyclette an Motorradrennen in Ostende und im Pariser Parc des Princes teil. Diese Werner Motocyclette hatte den über dem Vorderrad platzierten Motor, der 1,5 PS leistete und das Vorderrad antrieb.

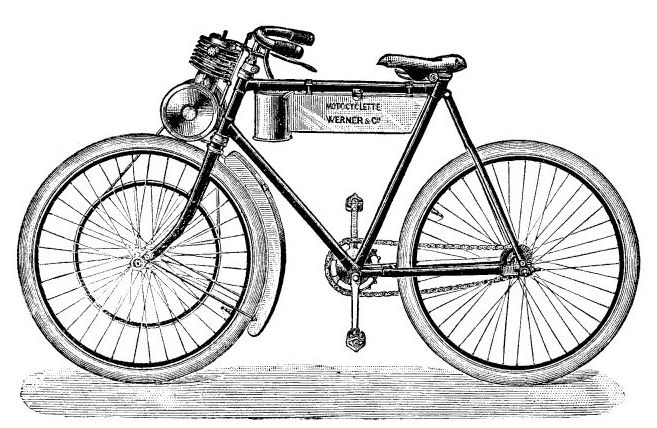
Zweirad mit Frontantrieb Werner Motocyclette 0.75 CV (1898)
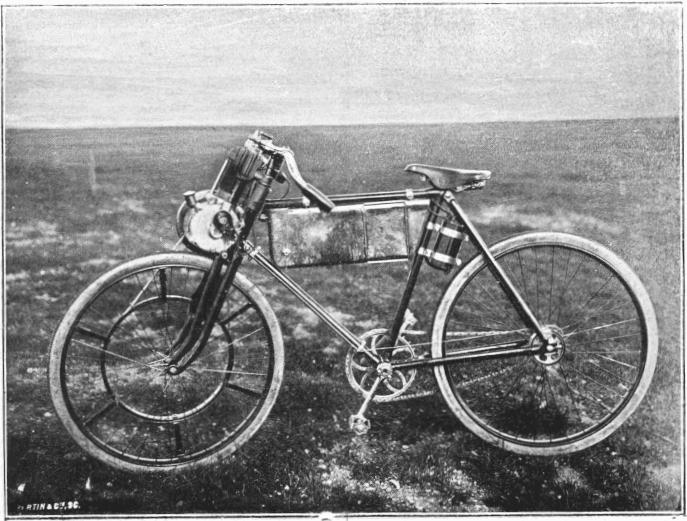
Werner Motocylette 1½ CV (1901 Critérium des motocyclettes)
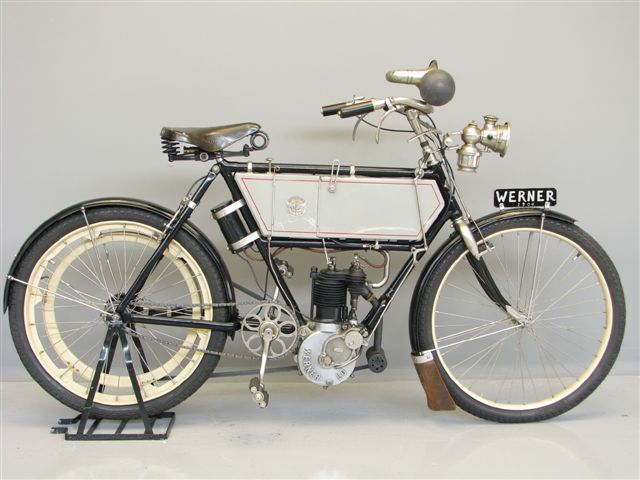
Motorrad Werner Motorrad 230 cc (1904)